# Cirurgia de controle de danos
A cirurgia de controle de danos (CCD) é uma técnica de cirurgia usada para cuidar de pacientes criticamente enfermos. Embora normalmente os cirurgiões do trauma estejam fortemente envolvidos no tratamento de tais pacientes, o conceito evoluiu para outros serviços de subespecialidades. A principal causa de morte entre pacientes com trauma continua a ser a hemorragia não controlada e é responsável por aproximadamente 30–40% das mortes relacionadas ao trauma. Essa técnica enfatiza a prevenção da "tríade letal" , em vez de corrigir a anatomia. A cirurgia de controle de danos visa salvar vidas. É necessário um grupo multidisciplinar de pessoas: enfermeiras, terapeuta respiratório, intensivistas de medicina cirúrgica, pessoal de banco de sangue e outros. Embora esse método salvador tenha diminuído significativamente a morbidade e mortalidade de pacientes criticamente enfermos, podem ocorrer complicações. Este procedimento é geralmente indicado quando uma pessoa sofre uma lesão grave que prejudica a capacidade de manter a homeostase devido a hemorragia grave que leva à acidose metabólica, hipotermia e aumento da coagulopatia. A abordagem forneceria uma intervenção cirúrgica limitada para controlar a hemorragia e a contaminação. Posteriormente, isso permite que os médicos se concentrem em reverter o insulto fisiológico antes de concluir um reparo definitivo. Embora exista a tentação de realizar uma operação definitiva, o cirurgião deve evitar essa prática, pois os efeitos deletérios nos pacientes podem fazer com que eles sucumbam aos efeitos fisiológicos da lesão, apesar da correção anatômica.

## História
Os cirurgiões têm usado o conceito de cirurgia de controle de danos há anos, e o controle de hemorragia com tampão tem mais de um século. Pringle descreveu essa técnica em pacientes com trauma hepático substancial no início do século XX. Os militares dos EUA não incentivaram esta técnica durante a Segunda Guerra Mundial e a Guerra do Vietnã. Lucas e Ledgerwood descreveram o princípio em uma série de pacientes. Estudos subsequentes foram repetidos por Feliciano e colegas, e eles descobriram que o tamponamento hepático aumentou a sobrevida em 90%. Essa técnica foi então especificamente associada a pacientes com hemorragia, hipotérmicos e coagulopáticos. Essa extrapolação permitiu o primeiro artigo em 1993 de Rotondo e Schwab adaptando especificamente o termo “controle de danos”. Este termo foi retirado da Marinha dos Estados Unidos, que inicialmente usou o termo como "a capacidade de um navio para absorver danos e manter a integridade da missão" (DOD 1996). Este foi o primeiro artigo que reuniu o conceito de limitar o tempo operatório nesses pacientes críticos para permitir a reversão dos insultos fisiológicos para melhorar a sobrevida. Além disso, a descrição ilustrou como as três fases da cirurgia de controle de danos podem ser implementadas. Desde esta descrição, o desenvolvimento deste conceito cresceu tanto na comunidade do trauma como fora dela.

## Resultados
Os dados publicados a respeito da laparotomia definitiva versus cirurgia de controle de danos demonstram diminuição da mortalidade quando realizada em paciente crítico. Estudos subsequentes de Rotondo e colegas em um grupo de 961 pacientes submetidos à cirurgia de controle de danos demonstraram uma mortalidade geral de 50% e uma taxa de morbidade de 40%.
Existem quatro complicações principais. O primeiro é o desenvolvimento de um abscesso intra-abdominal. Isso foi relatado tão alto quanto 83%. Em seguida, está o desenvolvimento de uma fístula entero-atmosférica, que varia de 2 a 25%. A terceira é a síndrome compartimental abdominal, relatada em qualquer lugar de 10 a 40% das vezes. Por fim, foi demonstrado que a deiscência fascial resulta em 9–25% dos pacientes submetidos à cirurgia de controle de danos.